# Liga Profesional de Túnez 2023-24
La Liga Profesional de Túnez 2023-24 fue la 98.ª edición de la Championnat de Ligue Profesionelle 1, la máxima categoría de fútbol de Túnez. La temporada comenzó el 19 de agosto de 2023 y terminó el 20 de junio de 2024. El Étoile du Sahel fue el campeón defensor.

## Formato
Con un total de 14 equipos el torneo se disputó en sistema de dos etapas, primero los equipos se dividieron en dos grupos de siete equipos cada uno, los tres primeros de cada grupo avanzaron a los play-offs que definen al campeón y subcampeón que clasificaron a la Liga de Campeones de la CAF 2024-25, por otro lado los equipos que terminaron entre el 3.° y 7.° de cada grupo avanzaron al grupo por la permanencia, donde el último clasificado perdió la categoría.
En la segunda fase, los puntos y goles de la primera etapa no se consideraron para la clasificación. Para el Grupo Campeonato, a los equipos que terminaron primeros en sus grupos de primera fase se les sumó tres puntos de bonificación, a los segundos dos puntos y a los terceros un punto; en tanto que para el Grupo Descenso los cuartos recibieron cuatro puntos, los quintos tres puntos y los sextos de cada grupo recibieron dos puntos de bonificación. En ambos grupos se jugaron todos contra todos en ida y vuelta, de esta forma se disputaron 14 y 10 fechas respectivamente.

## Equipos participantes
CS Chebba, AS Rejiche, EO Sidi Bouzid y ES Hammam-Sousse perdieron la categoría la temporada anterior, en el caso de los primeros equipos al finalizar en último lugar de sus respectivos grupos en la primera fase, mientras que el tercer y cuarto club fueron relegados al ocupar las últimas dos plazas del grupo de descenso en la fase final.
Para esta temporada el número de equipos de la liga fue reducido a 14 clubes, por lo que solamente los equipos líderes de los dos grupos del Championnat de Ligue Profesionelle 2 fueron promovidos, siendo estos los clubes Avenidr Sportif de La Marsa y EGS Gafsa.
| Pos.    | Equipo             | Ciudad      | Estadio                     | Capacidad |
| ------- | ------------------ | ----------- | --------------------------- | --------- |
| 1       | Etoile du Sahel    | Sousse      | Olímpico de Sousse          | 28 000    |
| 2       | Espérance de Tunis | Radès       | Olímpico de Radès           | 60 000    |
| 3       | Club Africain      | Radès       | Olímpico de Radès           | 60 000    |
| 4       | US Monastir        | Monastir    | Stade Mustapha Ben Jannet   | 20 000    |
| 5       | US Ben Guerdane    | Ben Gardane | 7 de Marzo                  | 10 000    |
| 6       | CS Sfaxien         | Sfax        | Stade Taïeb Mhiri           | 14 000    |
| 7       | Olympique de Béjà  | Béja        | Olímpico de Béja            | 10 000    |
| 8       | US Tataouine       | Tataouine   | Stade Nejib Khattab         | 5000      |
| 9       | Stade Tunisien     | Le Bardo    | Stade Hédi-Enneifer         | 11 000    |
| 10      | CA Bizertin        | Bizerte     | 15 de Octubre               | 24 000    |
| 11      | AS Soliman         | Soliman     | Stade Municipal de Soliman  | 3000      |
| 12      | ES Métlaoui        | Métlaoui    | Stade Municipal de Métlaoui | 5000      |
| 1 (LP2) | EGS Gafsa          | Gafsa       | Stade Olympique de Gafsa    | 7000      |
| 2 (LP2) | AS Marsa           | La Marsa    | Stade Abdelaziz Chtioui     | 6500      |

### Ascensos y descensos
| Pos. | Descendidos de la Ligue Profesionelle 2022-23 |
| ---- | --------------------------------------------- |
| 13   | EO Sidi Bouzid                                |
| 14   | ES Hammam-Sousse                              |
| 15   | CS Chebba                                     |
| 16   | AS Rejiche                                    |

| Pos. | Ascendidos de la Ligue Profesionelle 2 2022-23 |
| ---- | ---------------------------------------------- |
| 1    | EGS Gafsa                                      |
| 2    | AS Marsa                                       |

## Temporada regular

### Grupo A

#### Tabla de posiciones
| Pos. | Equipo            | Pts. | PJ | G | E | P  | GF | GC | Dif. | Clasificación o descenso 2023-24 |
| ---- | ----------------- | ---- | -- | - | - | -- | -- | -- | ---- | -------------------------------- |
| 1    | Etoile du Sahel   | 25   | 12 | 7 | 4 | 1  | 15 | 5  | +10  | Grupo de Campeonato              |
| 2    | Stade Tunisien    | 24   | 12 | 7 | 3 | 2  | 18 | 10 | +8   | Grupo de Campeonato              |
| 3    | Club Africain     | 24   | 12 | 7 | 3 | 2  | 14 | 7  | +7   | Grupo de Campeonato              |
| 4    | US Ben Guerdane   | 15   | 12 | 4 | 3 | 5  | 13 | 11 | +2   | Grupo de Descenso                |
| 5    | Olympique de Béjà | 14   | 12 | 4 | 2 | 6  | 8  | 14 | −6   | Grupo de Descenso                |
| 6    | EGS Gafsa         | 12   | 12 | 3 | 3 | 6  | 9  | 18 | −9   | Grupo de Descenso                |
| 7    | AS Soliman        | 3    | 12 | 1 | 0 | 11 | 7  | 19 | −12  | Grupo de Descenso                |

 Fuente: SoccerWay
Criterios de clasificación: Puntos · Enfrentamientos directos · Diferencia de goles · Goles a favor · Puntos fair-play · Play-off.

#### Resultados
| Local \ Visitante | ASS | CAF | EGS | ETS | OLB | STU | USB |
| ----------------- | --- | --- | --- | --- | --- | --- | --- |
| AS Soliman        | —   | 1–2 | 0–2 | 1–2 | 2–0 | 1–2 | 0–1 |
| Club Africain     | 1–0 | —   | 0–0 | 0–1 | 3–1 | 1–1 | 2–0 |
| EGS Gafsa         | 1–0 | 0–1 | —   | 0–3 | 1–0 | 1–3 | 1–1 |
| Etoile du Sahel   | 3–0 | 1–1 | 2–1 | —   | 0–0 | 0–0 | 1–0 |
| Olympique de Béjà | 2–1 | 0–1 | 1–0 | 2–1 | —   | 0–1 | 1–1 |
| Stade Tunisien    | 1–0 | 2–1 | 2–2 | 0–1 | 3–0 | —   | 2–1 |
| US Ben Guerdane   | 2–1 | 0–1 | 5–0 | 0–0 | 0–1 | 2–1 | —   |

### Grupo B

#### Tabla de posiciones
| Pos. | Equipo             | Pts. | PJ | G  | E | P | GF | GC | Dif. | Clasificación o descenso 2023-24 |
| ---- | ------------------ | ---- | -- | -- | - | - | -- | -- | ---- | -------------------------------- |
| 1    | Espérance de Tunis | 32   | 12 | 10 | 2 | 0 | 20 | 5  | +15  | Grupo de Campeonato              |
| 2    | US Monastir        | 26   | 12 | 8  | 2 | 2 | 22 | 9  | +13  | Grupo de Campeonato              |
| 3    | CS Sfaxien         | 20   | 12 | 6  | 2 | 4 | 12 | 4  | +8   | Grupo de Campeonato              |
| 4    | CA Bizertin        | 16   | 12 | 4  | 4 | 4 | 12 | 13 | −1   | Grupo de Descenso                |
| 5    | ES Métlaoui        | 9    | 12 | 2  | 3 | 7 | 10 | 20 | −10  | Grupo de Descenso                |
| 6    | US Tataouine       | 9    | 12 | 2  | 3 | 7 | 6  | 17 | −11  | Grupo de Descenso                |
| 7    | AS Marsa           | 5    | 12 | 1  | 2 | 9 | 4  | 18 | −14  | Grupo de Descenso                |

 Fuente: SoccerWay
Criterios de clasificación: Puntos · Enfrentamientos directos · Diferencia de goles · Goles a favor · Puntos fair-play · Play-off.

#### Resultados
| Local \ Visitante  | ASM | CAB | CSS | ESM | EST | USM | UST |
| ------------------ | --- | --- | --- | --- | --- | --- | --- |
| AS Marsa           | —   | 0–0 | 0–1 | 1–1 | 0–1 | 0–3 | 0–1 |
| CA Bizertin        | 3–1 | —   | 0–0 | 4–2 | 0–2 | 0–2 | 1–0 |
| CS Sfaxien         | 3–0 | 2–0 | —   | 2–0 | 0–1 | 0–0 | 3–0 |
| ES Métlaoui        | 0–1 | 1–1 | 1–0 | —   | 0–2 | 0–3 | 1–0 |
| Espérance de Tunis | 1–0 | 1–1 | 1–0 | 3–2 | —   | 2–0 | 3–0 |
| US Monastir        | 3–1 | 1–0 | 1–0 | 3–2 | 1–2 | —   | 3–0 |
| US Tataouine       | 1–0 | 1–2 | 0–1 | 0–0 | 1–1 | 2–2 | —   |

## Grupo Campeonato

### Clasificación
| Pos. | Equipo                 | Pts. | PJ | G | E | P | GF | GC | Dif. | Clasificación o descenso 2024-25 |
| ---- | ---------------------- | ---- | -- | - | - | - | -- | -- | ---- | -------------------------------- |
| 1    | Espérance de Tunis (C) | 24   | 10 | 6 | 3 | 1 | 13 | 7  | +6   | Liga de Campeones de la CAF      |
| 2    | US Monastir            | 16   | 10 | 3 | 5 | 2 | 8  | 5  | +3   | Liga de Campeones de la CAF      |
| 3    | CS Sfaxien             | 13   | 10 | 2 | 6 | 2 | 6  | 5  | +1   | Copa Confederación de la CAF     |
| 4    | Stade Tunisien         | 13   | 10 | 1 | 8 | 1 | 5  | 5  | 0    | Copa Confederación de la CAF     |
| 5    | Etoile du Sahel        | 10   | 10 | 0 | 7 | 3 | 4  | 7  | −3   |                                  |
| 6    | Club Africain          | 9    | 10 | 1 | 5 | 4 | 4  | 11 | −7   |                                  |

 Fuente: SoccerWay
Criterios de clasificación: Puntos · Enfrentamientos directos · Diferencia de goles · Goles a favor · Puntos fair-play · Play-off.
Notas:
1. 1 2  Espérance de Tunis y Etoile du Sahel obtuvieron tres puntos de bonificación (1.° de grupo de la temporada regular).
2. 1 2  Stade Tunisien y US Monastir obtuvieron dos puntos de bonificación (2.° de grupo de la temporada regular).
3. 1 2  Club Africain y CS Sfaxien obtuvieron un punto de bonificación (3.° de grupo de la temporada regular).

### Resultados
| Local \ Visitante  | CAF | CSS | EST | ETS | STU | USM |
| ------------------ | --- | --- | --- | --- | --- | --- |
| Club Africain      | —   | 1–3 | 1–2 | 0–0 | 0–0 | 1–0 |
| CS Sfaxien         | 0–0 | —   | 0–0 | 0–0 | 0–0 | 0–1 |
| Espérance de Tunis | 1–0 | 1–1 | —   | 3–2 | 2–0 | 2–0 |
| Etoile du Sahel    | 0–0 | 1–2 | 0–1 | —   | 0–0 | 0–0 |
| Stade Tunisien     | 1–1 | 0–0 | 2–0 | 1–1 | —   | 0–0 |
| US Monastir        | 4–0 | 1–0 | 1–1 | 0–0 | 1–1 | —   |

## Grupo Descenso

### Clasificación
| Pos. | Equipo            | Pts. | PJ | G | E | P | GF | GC | Dif. | Clasificación o descenso 2024-25 |
| ---- | ----------------- | ---- | -- | - | - | - | -- | -- | ---- | -------------------------------- |
| 1    | Olympique de Béjà | 30   | 14 | 8 | 3 | 3 | 21 | 9  | +12  |                                  |
| 2    | CA Bizertin       | 27   | 14 | 6 | 5 | 3 | 17 | 10 | +7   |                                  |
| 3    | EGS Gafsa         | 21   | 14 | 5 | 4 | 5 | 11 | 11 | 0    |                                  |
| 4    | US Tataouine      | 21   | 14 | 5 | 4 | 5 | 11 | 16 | −5   |                                  |
| 5    | ES Métlaoui       | 20   | 14 | 4 | 5 | 5 | 15 | 17 | −2   |                                  |
| 6    | US Ben Guerdane   | 19   | 14 | 4 | 3 | 7 | 12 | 15 | −3   |                                  |
| 7    | AS Soliman (O)    | 19   | 14 | 6 | 1 | 7 | 13 | 15 | −2   | Partido por la permanencia       |
| 8    | AS Marsa (D)      | 16   | 14 | 5 | 1 | 8 | 13 | 20 | −7   | Partido por la permanencia       |

 Fuente: SoccerWay
Criterios de clasificación: Puntos · Enfrentamientos directos · Diferencia de goles · Goles a favor · Puntos fair-play · Play-off.
Notas:
1. 1 2  ES Métlaoui y Olympique de Béjà obtuvieron tres puntos de bonificación (5.° de grupo de la temporada regular).
2. 1 2  CA Bizertin y US Ben Guerdane obtuvieron cuatro puntos de bonificación (4.° de grupo de la temporada regular).
3. 1 2  EGS Gafsa y US Tataouine obtuvieron dos puntos de bonificación (6.° de grupo de la temporada regular).

### Resultados
| Local \ Visitante | ASM | ASS | CAB | EGS | ESM | OLB | USB | UST |
| ----------------- | --- | --- | --- | --- | --- | --- | --- | --- |
| AS Marsa          | —   | 0–1 | 2–2 | 1–0 | 1–0 | 0–3 | 2–1 | 3–1 |
| AS Soliman        | 1–0 | —   | 1–0 | 2–0 | 2–2 | 3–1 | 0–1 | 1–3 |
| CA Bizertin       | 1–0 | 2–0 | —   | 2–2 | 2–0 | 1–0 | 2–0 | 2–0 |
| EGS Gafsa         | 1–0 | 1–0 | 1–0 | —   | 1–0 | 1–2 | 0–0 | 3–1 |
| ES Métlaoui       | 3–1 | 1–0 | 2–2 | 1–1 | —   | 2–1 | 3–1 | 0–0 |
| Olympique de Béjà | 3–0 | 3–0 | 0–0 | 0–0 | 2–1 | —   | 2–1 | 3–0 |
| US Ben Guerdane   | 1–2 | 1–0 | 1–1 | 1–0 | 3–0 | 0–1 | —   | 0–0 |
| US Tataouine      | 2–1 | 0–2 | 1–0 | 1–0 | 0–0 | 0–0 | 2–1 | —   |

## Partido por la permanencia
El 14 de junio de 2024 la Federación Tunecina de Fútbol decidió incrementar a 16 el número de equipos participantes de la Liga Profesional de Túnez, en consecuencia se determinó celebrar un partido entre el séptimo y octavo clasificado del Grupo de Descenso, el ganador mantuvo su plaza en esta categoría mientras que el perdedor descendió a la Segunda División.
| Equipo 1   | Resultado | Equipo 2 |
| ---------- | --------- | -------- |
| AS Soliman | 1–0       | AS Marsa |

- AS Soliman permanenció en la Liga Profesional, AS Marsa descendió a LP2.

## Máximos goleadores
- Actualizado el 14 de junio de 2024

| Rank | Goalscorer             | Club               | Goals |
| ---- | ---------------------- | ------------------ | ----- |
| 1    | Boubacar Traoré        | US Monastir        | 10    |
| 1    | Taieb Ben Zitoun       | CA Bizertin        | 10    |
| 1    | Rodrigo Rodrigues      | Espérance de Tunis | 10    |
| 4    | Nassim Sioud           | US Ben Guerdane    | 8     |
| 5    | Ahmed Amri             | Olympique de Béja  | 7     |
| 6    | Rayen Hamrouni         | AS Soliman         | 6     |
| 6    | Chance Leroy Mondzenga | ES Métlaoui        | 6     |
| 6    | Kingsley Eduwo         | Club Africain      | 6     |
| 6    | Houssem Habbassi       | US Ben Guerdane    | 6     |